# Agam Darshi

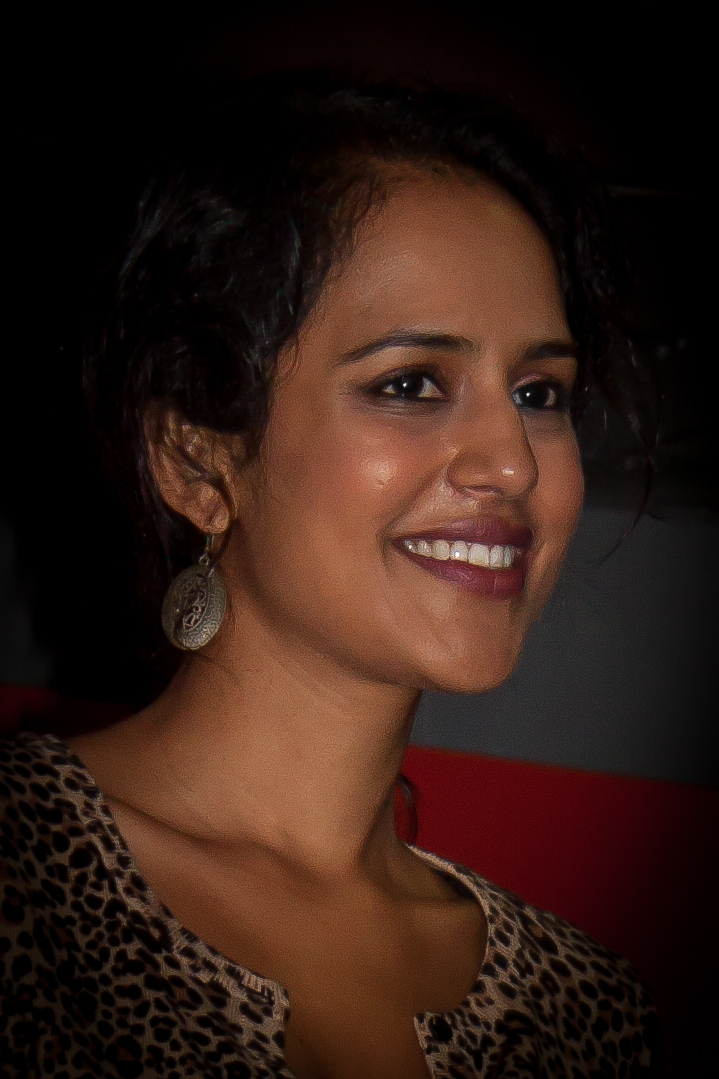
Agam Darshi (Oktober 2011)

Agamdeep „Agam“ Darshi (* 23. Dezember 1987 in Birmingham, England, Vereinigtes Königreich) ist eine kanadische Schauspielerin.

## Biografie
Agam Darshi wurde als Tochter von Einwanderern aus dem indischen Subkontinent in Birmingham geboren. Ihre Familie wanderte bald darauf nach Kanada aus, wo sie ihre Kindheit in Montreal, Ottawa, San Jose, Calgary und Vancouver verbrachte. Als Vierzehnjährige entdeckte Darshi ihre Leidenschaft für das Theater, studierte Theater and Fine Arts an der University of Calgary, und schloss mit einem akademischen Grad in Theater ab. Für die Schauspielerei entschied sie sich, als Darshi in Vancouver einen Agenten fand.
Ihre ersten Auftritte hatte Darshi im Jahr 2004 in dem Kurzfilm Pavane for a Dead Skunk, in drei Folgen der Fernsehserie renegadepress.com und einer Folge der kurzlebigen kanadischen Fernsehserie Tru Calling, gefolgt von bislang über 60 weiteren Rollen in Fernsehserien, Fernseh- und Kinofilmen, darunter The L Word und zwei der Stargate-Fernsehserien. In den Blockbuster-Filmen Watchmen – Die Wächter und 2012 spielte sie kleine Nebenrollen. Einem breiteren deutschsprachigen Publikum dürfte sie als Kate Freelander in der kanadischen SciFi-Fernsehserie Sanctuary (2009–2011) bekannt sein.
Darshi ist auch als Grafikdesignerin, Verfasserin von Drehbüchern und Skripts tätig und produzierte Kurzfilme und Independentproduktionen. Sie lebt in Vancouver und Los Angeles.

## Filmografie (Auswahl)
- 2004: Pavane for a Dead Skunk (Kurzfilm)
- 2004: renegadepress.com (Fernsehserie, 3 Episoden)
- 2004: Tru Calling – Schicksal reloaded! (Tru Calling, Fernsehserie, 1 Episode)
- 2004, 2008: Stargate Atlantis (Stargate: Atlantis, Fernsehserie, 2 Episoden, verschiedene Rollen)
- 2005–2009: The L Word – Wenn Frauen Frauen lieben (The L Word, Fernsehserie, 4 Episoden)
- 2006: Final Destination 3
- 2006: Dead Zone (The Dead Zone, Fernsehserie, 1 Episode)
- 2006: Supernatural (Fernsehserie, 1 Episode)
- 2008: The Guard (Fernsehserie, 6 Episoden)
- 2009: Watchmen – Die Wächter (Watchmen)
- 2009: Stargate Universe (Fernsehserie, 1 Episode)
- 2009: 2012
- 2009–2011: Sanctuary – Wächter der Kreaturen (Sanctuary, 37 Episoden)
- 2012–2013: Delete (Fernsehserie, 2 Episoden)
- 2012: Ring of Fire – Flammendes Inferno (Ring of Fire) (Fernsehfilm)
- 2013: Arrow (Fernsehserie, 1 Episode)
- 2013: Played (Fernsehserie, 13 Episoden)
- 2014: Bates Motel (Fernsehserie, 2 Episoden)
- 2015: Motive (Fernsehserie, 1 Episode)
- 2015: The Romeo Section (Fernsehserie, 6 Episoden)
- 2016: Colossal
- 2016: Feuer im Kopf (Brain on Fire)
- 2017: You Me Her (Fernsehserie, 5 Episoden)
- 2017: Dirk Gentlys holistische Detektei (Dirk Gently’s Holistic Detective Agency, Fernsehserie, 4 Episoden)
- 2018: The Gifted (Fernsehserie, 1 Episode)
- 2018: The Good Doctor (Fernsehserie, 1 Episode)
- 2019: The Magicians (Fernsehserie, 2 Episoden)
- 2019: A Very Vintage Christmas (Fernsehfilm)
- 2020: Bright Hill Road
- 2020: Funny Boy
- 2021: Spin – Finde deinen Beat (Spin)
- 2021: Hudson & Rex (Fernsehserie, 1 Episode)
- 2021–2022: The Flash (Fernsehserie, 4 Episoden)
- 2022: Donkeyhead (Indians in Cowtown)
- 2022: DMZ (Fernsehserie, 1 Episode)
- 2022: Sheltering Season
- 2022: Wifelike
- 2023: She Talks to Strangers
- seit 2024: Sight Unseen (Fernsehserie)